# Tàngara melera cerúlia
La tàngara melera cerúlia (Cyanerpes caeruleus) és una espècie petita d'ocell de la família Thraupidae. Es troba a la zona tropical del Nou Món: Colòmbia, Veneçuela, al sud del Brasil i en Trinitat. Unes poques aus, possiblement introduïdes, han estat registrades en Tobago. Aquesta espècie és del nord d'Amèrica del Sud, de la conca amazònica i de les Guaianes.